# 竹内利光
竹内 利光（たけうち としみつ、1969年 - ）は、日本の男性脚本家。北海道出身。

## 人物
玉川大学卒業。1991年、日本シナリオ作家協会シナリオ講座第17期を受講する。現在、アニメ作品を中心に活躍。

## 参加作品

### テレビアニメ
2004年
- ぱずりーず
- みどりのくにのこえだちゃん

2005年
- アニマル横町
- ななみちゃん

2006年
- 陰からマモル!
- デルトラクエスト
- おとぎ銃士 赤ずきん（シリーズ構成）
- 無敵看板娘
- 働きマン    

2007年
- REIDEEN
- かみちゃまかりん

2008年
- ケロロ軍曹
- バトルスピリッツ 少年突破バシン
- クイーンズブレイド 流浪の戦士
- 毎日かあさん
- ジュエルペット  
- クイーンズブレイド 玉座を継ぐ者
- ヴァイス・サヴァイヴR（シリーズ構成）

2009年
- 百花繚乱 サムライガールズ
- 一騎当千 XTREME XECUTOR
- 遊☆戯☆王ZEXAL

2012年
- 武装神姫
- 新テニスの王子様
- NARUTO SD ロック・リーの青春フルパワー忍伝
- クイーンズブレイド リベリオン
- ジュエルペット きら☆デコッ!
- 超速変形ジャイロゼッター

2013年
- 機巧少女は傷つかない
- 最強銀河 究極ゼロ 〜バトルスピリッツ〜

2014年
- ノブナガン
- ハイキュー!!
- ディスク・ウォーズ：アベンジャーズ
- 精霊使いの剣舞
- フランチェスカ（メインライター）  

2015年
- ミカグラ学園組曲
- ジュエルペット　マジカルチェンジ
- 聖闘士星矢 黄金魂 -soul of gold-（シリーズ構成）
- かみさまみならい ヒミツのここたま (全139回中22回38話執筆)
- ワールドトリガー

2016年
- エンドライド
- 少年アシベ GO! GO! ゴマちゃん（シリーズ構成(第1話 - 第96話)）
- ファンタシースターオンライン2　ジ アニメーション

2017年
- エルドライブ【ēlDLIVE】（シリーズ構成）
- マーベル フューチャー・アベンジャーズ

2018年
- うちのウッチョパス
- Caligula -カリギュラ-
- キラキラハッピー★ ひらけ!ここたま (全55回中8回14話執筆)

2020年
- 遊☆戯☆王SEVENS（シリーズ構成）

2021年
- SDガンダムワールド ヒーローズ

2022年
- 異世界美少女受肉おじさんと（シリーズ構成）
- 遊☆戯☆王ゴーラッシュ!!（シリーズ構成）

2023年
- 魔術士オーフェンはぐれ旅 アーバンラマ編
- 魔法少女マジカルデストロイヤーズ

2024年
- ダンジョンの中のひと（シリーズ構成）

### OVA
2010年
- クイーンズブレイド 美しき闘士たち

2011年
- テニスの王子様　OVA ANOTHER STORY II　～アノトキノボクラ

### 実写映画
2007年
- ROBO☆ROCK